# Убштат-Вајхер
Убштат-Вајхер (њем. Ubstadt-Weiher) општина је у њемачкој савезној држави Баден-Виртемберг. Једно је од 32 општинска средишта округа Карлсруе. Према процјени из 2010. у општини је живјело 12.807 становника. Посједује регионалну шифру (AGS) 8215084.

## Географски и демографски подаци
Убштат-Вајхер се налази у савезној држави Баден-Виртемберг у округу Карлсруе. Општина се налази на надморској висини од 131 метра. Површина општине износи 36,5 km². У самом мјесту је, према процјени из 2010. године, живјело 12.807 становника. Просјечна густина становништва износи 351 становника/km².

## Међународна сарадња
| Мјесто | Држава    | Врста сарадње | Од    |
| ------ | --------- | ------------- | ----- |
| Солнок | Мађарска  | контакт       | 1996. |
|        | Француска | партнерство   | 1991. |
| Извор  |           |               |       |